# でちこんか
でちこんかは、毎年10月中旬に愛媛県鬼北町近永の奈良川河川敷で開催されている市民参加イベントである。2011年度は10月15日・16日二日間にわたって開催された。
旧広見町（現・鬼北町）の合併40周年の記念イベントで始まった。約100軒の露店が並び、2500人分の巨大なキジ鍋が振る舞われるのを始め、音楽演奏やダンスなどさまざまな催し物がある。約3万人の人出があり、鬼北町最大のイベントになっている。
なお、「でちこんか」とは、「出てきませんか」を意味する鬼北地方の方言である。